# Дьома (Чишминський район)
Дьо́ма (рос. Дёма, башк. Дим) — присілок у складі Чишминського району Башкортостану, Росія. Входить до складу Аровської сільської ради.
Населення — 77 осіб (2010; 78 у 2002).
Національний склад:
- татари — 92 %

Стара назва — Мале Кляшево.